# Liste der Landschaftsschutzgebiete im Landkreis Weilheim-Schongau
Im Landkreis Weilheim-Schongau gibt es 17 Landschaftsschutzgebiete. (Stand: November 2018)

## Liste
Hinweise zu den Angaben in der Tabelle:
- Gebietsname: Amtliche Bezeichnung des Schutzgebietes
- Bild/Commons: Bild und Link zu weiteren Bildern aus dem Schutzgebiet
- LSG-ID: Amtliche Nummer des Schutzgebietes
- WDPA-ID: Link zum Eintrag des Schutzgebietes in der World Database on Protected Areas
- Wikidata: Link zum Wikidata-Eintrag des Schutzgebietes
- Ausweisung: Datum der Ausweisung als Schutzgebiet
- Gemeinde(n): Gemeinden, auf denen sich das Schutzgebiet befindet
- Lage: Geografischer Standort
- Fläche: Gesamtfläche des Schutzgebietes in Hektar
- Flächenanteil: Anteilige Flächen des Schutzgebietes in Landkreisen/Gemeinden, Angabe in % der Gesamtfläche
- Bemerkung: Besonderheiten und Anmerkungen

Bis auf die Spalte Lage sind alle Spalten sortierbar.
| Gebietsname | Bild/Commons   | LSG-ID       | WDPA-ID   | Wikidata  | Ausweisung | Gemeinde(n) | Lage     | Fläche ha | Flächenanteil                        | Bemerkung       |
| --- | -------------- | ------------ | --------- | --------- | ---------- | ----------- | -------- | --------- | ------------------------------------ | --------------- |
| LSG Ammertal, Böbing, Hohenpeißenberg, Peißenberg, Peiting | weitere Bilder | LSG-00422.01 | 395930    | Q59643813 | 1988       |             | Position | 1376,12   | Landkreis Weilheim-Schongau (100 %)  |                 |
| LSG Hardtlandschaft und Eberfinger Drumlinfelder, Weilheim, Wiedenbach, Bernried, Seeshaupt, Eberting                                                                 | weitere Bilder | LSG-00371.01 | 395880    | Q59643531 | 1985       |             | Position | 5845,87   | Landkreis Weilheim-Schongau (100 %)  |                 |
| LSG Hohenkastener Filz mit Stadler Weiher und Mühlgraben, Eberfing | weitere Bilder | LSG-00478.01 | 395986    | Q59643771 | 1994       |             | Position | 176,44    | Landkreis Weilheim-Schongau (100 %)  | Stadler Weiher  |
| LSG Langer Filz und Gruber See in den Gemeinden Peiting und Steingaden                                                                                                | weitere Bilder | LSG-00023.01 | 395466    | Q59643501 | 1953       |             | Position | 70,44     | Landkreis Weilheim-Schongau (100 %)  |                 |
| LSG Raistinger Lichtenau und Tal der Rott zwischen Stillern und Zellsee                                                                                               | weitere Bilder | LSG-00520.01 | 396041    | Q59643562 | 1998       |             | Position | 516,7     | Landkreis Weilheim-Schongau (100 %)  |                 |
| LSG Toteiskessel zwischen Burggen und Bernbeuren | weitere Bilder | LSG-00016.01 | 395459    | Q59643800 | 1952       |             | Position | 15,08     | Landkreis Weilheim-Schongau (100 %)  |                 |
| LSG Ufergebiet am Starnberger See Bernried, Seeshaupt | weitere Bilder | LSG-00368.01 | 395877    | Q59643497 | 1985       |             | Position | 706,73    | Landkreis Weilheim-Schongau (100 %)  | Starnberger See |
| Schutz der Loisach- und Erlfilze im Gebiet der Stadt Penzberg und der Gemeinde Sindelsdorf                                                                            | weitere Bilder | LSG-00295.01 | 395774    | Q59643677 | 1978       |             | Position | 294,49    | Landkreis Weilheim-Schongau (100 %)  |                 |
| Schutz der Osterseen und ihrer Umgebung in den Gemeinden Frauenrain, Iffeldorf und Seeshaupt                                                                          | weitere Bilder | LSG-00059.01 | 395485    | Q59643823 | 1955       |             | Position | 1234,94   | Landkreis Weilheim-Schongau (100 %)  |                 |
| Schutz des Breitfilzes Gemarkung Schönberg, Landkreis Schongau | weitere Bilder | LSG-00068.01 | 395493    | Q59643663 | 1955       |             | Position | 31,62     | Landkreis Weilheim-Schongau (100 %)  |                 |
| Schutz des Burgberges, Gemeinde Burggen | weitere Bilder | LSG-00228.01 | 395706    | Q59643759 | 1972       |             | Position | 19,77     | Landkreis Weilheim-Schongau (100 %)  |                 |
| Schutz des Gebietes um die Wies | weitere Bilder | LSG-00603.01 | 555632904 | Q59651168 | 2012       |             | Position | 2933,13   | Landkreis Weilheim-Schongau (99,9 %) |                 |
| Schutz des Haslacher Sees in den Gemeinden Burggen u. Bernbeuren | weitere Bilder | LSG-00229.01 | 395707    | Q59643422 | 1972       |             | Position | 97,71     | Landkreis Weilheim-Schongau (100 %)  |                 |
| Schutz des Hirschberges, des Kerschlacher Forstes und der anschließenden Moränenlandschaft, Gemeinde Pähl                                                             | weitere Bilder | LSG-00209.01 | 395689    | Q59643808 | 1971       |             | Position | 1460,15   | Landkreis Weilheim-Schongau (99,9 %) |                 |
| Schutz des Lindenbestandes östlich Schwaig im Bereich der Gemeinde Wildsteig                                                                                          | weitere Bilder | LSG-00014.01 | 395457    | Q59643502 | 1952       |             | Position | 7,99      | Landkreis Weilheim-Schongau (100 %)  |                 |
| Schutz von Landschaftsteilen am Ammersee-Südufer, Pähl | weitere Bilder | LSG-00225.01 | 395703    | Q59643693 | 1971       |             | Position | 285,96    | Landkreis Weilheim-Schongau (100 %)  | Ammersee        |
| Schutz von Landschaftsteilen des Lech und seiner Uferbereiche zwischen Gründl, Gemeinde Prem und Niederwies, Markt Peiting (Bernbeuren, Steingaden, Burggen, Peiting) | weitere Bilder | LSG-00358.01 | 395867    | Q59643482 | 1984       |             | Position | 743,23    | Landkreis Weilheim-Schongau (100 %)  |                 |

## Ehemalige Schutzgebiete
- LSG-00212.01, Schutz des Gebietes um die Wies in den Gemeinden Steingaden und Wildsteig